# Marija Jermołowa

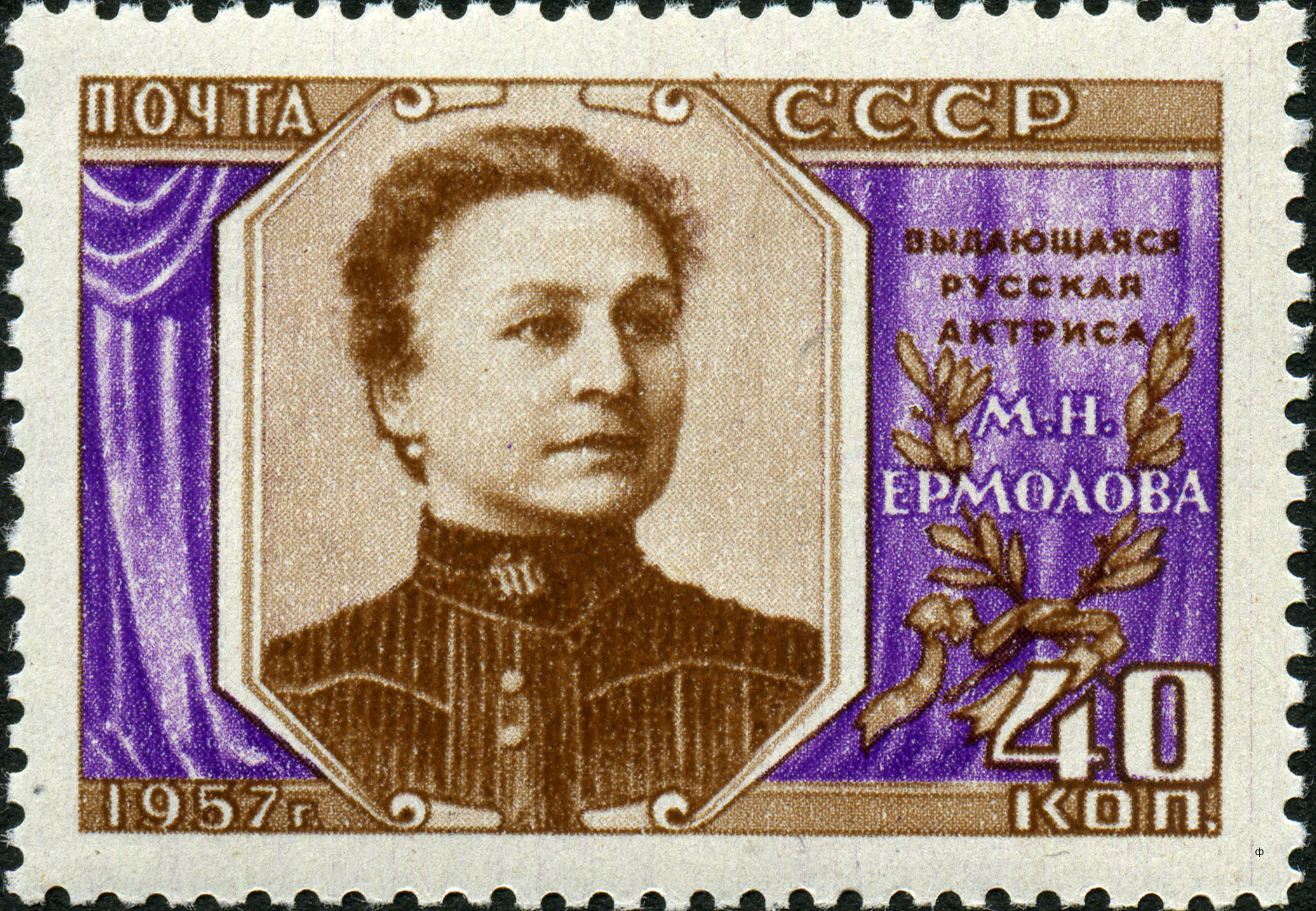
Radziecki znaczek pocztowy z 1957 roku z podobizną aktorki

Marija Nikołajewna Jermołowa (ros. Мария Николаевна Ермолова; ur. 3 lipca?/15 lipca 1853 w Moskwie, zm. 12 marca 1928 tamże) – rosyjska aktorka teatralna. Jedna z najwybitniejszych rosyjskich tragiczek. W latach 1871–1921 występowała w Teatrze Małym w Moskwie. Była pierwszą aktorką, która otrzymała tytuł Ludowego Artysty RFSRR (1920). Pochowana na Cmentarzu Nowodziewiczym w Moskwie.

## Role w teatrze
- 1873: Burza Aleksandra Ostrowskiego – Katarzyna
- 1876: Owcze źródło Lope de Vegi – Laurencja
- 1884: Dziewica Orleańska Friedricha Schillera – Joanna d’Arc
- 1886: Maria Stuart Friedricha Schillera – Maria Stuart
- 1890: Fedra Jeana Baptiste’a Racine’a – Fedra